# Fred Newman
Frederick R. Newman (LaGrange, 6 maggio 1952) è un attore e doppiatore statunitense.
È sposato dal 1985 con Katy Dobbs da cui ha avuto due figli: Gil John e Lila.
Ha preso parte in numerosi doppiaggi, tra cui Chi ha incastrato Roger Rabbit.